# Gottfried II. (Joinville)
Gottfried II.  von Joinville (frz. Geoffroy II.; † 1096) war Herr von Joinville und comes Ioviniaci (Graf von Joigny?).
Er war ein Sohn des Gottfried I. von Joinville und der Blanka von Reynel. Wie schon sein Vater und Großvater bereicherte er sich rücksichtslos, meist durch Erpressung, an den ihm zum Schutze anvertrauten Kirchengütern.
Mit ihm näherten sich die Herren von Joinville zunehmend den Grafen von Champagne an die ihn zu ihrem Vermittler ihrer Rechtsstreite mit den Äbten der Klöster der Champagne machten.
Gottfried ging zudem eine, für die Joinvilles, bedeutende Ehe ein. Er heiratete Hoderine von Courtenay, deren Bruder Joscelin von Courtenay später als Graf von Edessa zu einem berühmten Kreuzfahrerfürsten aufstieg. Über ihre Mutter, Elisabeth von Montlhéry, entstammte sie zudem einer der mächtigsten Familien der Île-de-France.
Ihre Kinder waren:
- Gottfried († vor seinem Vater)
- Rainald (letztmals am 29. Mai 1103 urkundlich erwähnt), genannt comes Ioviniaci (vielleicht identisch mit Graf Rainald III. von Joigny)
- Roger († um 1124) Herr von Joinville
- Hedwig († nach 1141) ⚭ Gobert III. von Apremont
- Laure, Äbtissin